# イギリス単位
イギリス単位（English units）は、イギリスで1826年まで使用された歴史的な単位系である。1826年に現行の帝国単位に置き換えられた。また、アメリカ合衆国の米国慣用単位もイギリス単位から発展したものである。イギリス単位は、アングロ・サクソンの単位と古代ローマの単位が組み合わさって進化してきたものである。時代や場所、また用途によって、様々な単位が使用されてきた。
イギリス単位を構成する2つの主要な単位系は、ヘンリー7世によって再確認され1495年から1587年まで有効であったウィンチェスター単位(Winchester Units)と、エリザベス1世によって最初に定義され1588年から1825年まで有効であった財務省標準(Exchequer Standards)である。
イギリス単位は、1824年に公布され1826年1月1日に発効した度量衡法により、帝国単位に置き換えられた。全てではないが多くの単位の名称は残されており、多くの単位が再定義されている。
English unitsという名称は、イギリスで使用されている帝国単位や、イギリス単位のいくつかの単位名を保持しているが多少異なる定義を持つ米国慣用単位を表すのに間違って使用されることがあり、曖昧である。イギリスでは、自国で用いられている非メートル法の単位系を指すのにimperial units（帝国単位）やimperial measurements（帝国計量）の語が用いられる。これは、大英帝国と英連邦で標準として使用されていたためである。

## 歴史
1世紀にローマの植民地化される以前（ブリテンの先史時代）のブリテン諸島における単位はほとんど知られていない。ローマ時代には、ローマ領ブリテンでは古代ローマの測定単位を使用していた。アングロ・サクソン時代には、335ミリメートル（13.2インチ）の北ドイツのフィートが長さの測定単位の名目上の基準だった。1フィートは4パーム(palm)、12サム(thumb)に分けられた。1キュビト(cubit)は2フィート、1elneは4フィートだった。1ロッドはアングロサクソンのフィートで15フィート、ハロンは10フィートだった。1エーカーは4×40ロッド、すなわち160平方ロッドあるいは36,000フィートであった。しかし、ローマ時代からの単位も建設・工事で引き続き使用された。また、より長い固有の長さ（現在のリーグに近い）を「マイル」と呼んだ他のゲルマン諸国とは対照的に、ブリテンでは5000フィートまたは8スタードのローママイルでの航海も引き続き行われた。
マーシア王オファの時代（8世紀）から1526年まで、貨幣鋳造人ポンド(moneyers' pound)とも呼ばれるサクソンポンド(Saxon pound)（後のタワーポンド）は、質量測定の基本単位であった。
1266年から1303年にかけてCompositio ulnarum et perticarum（ヤードとパーチの組み合わせ）という法律が制定される以前は、イングランドの測定単位はドイツ北部の部族から継承されたアングロ・サクソンの単位が元となっていた。Compositioでは、アングロ・サクソンの5.03メートルのロッドと4×40ロッドのエーカーはそのまま保持した。しかし、ヤード・フィート・インチ・バーリーコーンについては以前の値の10⁄11に再定義した。そのため、ロッドはそれまでの5ヤード（15フィート）から5+1⁄2ヤード（16+1⁄2フィート）になった。ハロンは600フィート（200ヤード）から660フィート（220ヤード）になった。エーカーは36,000平方フィートから43,560平方フィートになった。学者は、Compositioによるこの再定義は、それ以前のアングロ・サクソン系とローマ系の2つの単位系の間での妥協によるものである可能性があると推測している。
一般に信じられているのとは異なり、ノルマン・コンクエストは、ブッシェルという新しい単位を導入する以外には、イギリスの度量衡にほとんど影響を与えなかった。征服王ウィリアムは、彼の最初の立法行為の1つとして、既存のアングロ・サクソンの測定単位を確認した。これは、占領された人々に対処するノルマンの方針と一致していた。もう1つの有名な神話は、1215年のマグナカルタ（特に第35章）が英国の度量衡に大きな影響を与えているというものである。実際には、この文書では1つの単位（ロンドン・クォーター）にのみ言及しているが、その定義はされていない。
その後のイギリス単位の発展は法律で定められ、測定基準を発行することによって継続された。測定基準は1496年、588年、1758年に更新された。最後の帝国ヤード原器(Imperial Standard Yard)は1845年に作られた。それは、1959年に国際ヤード・ポンドの合意によってヤードが0.9144メートルと再定義（1963年度量衡法によって発効）されるまで、イギリスの標準として機能した。その後、イギリス単位は大英帝国の他の地域に広がった。

### 年表
文献Marks and Marking of Weights and Measures of the British Islesからの抜粋。法律名の表し方についてはイングランド法#引用方法を参照。
- 1215年 - マグナカルタ: 度量衡の一貫性のための最古の法定宣言
- 1335年 - 8 & 9 Edw III c1: 商品の参照に常衡を使用した最初の法令
- 1414年 - 2 Hen V c4: トロイポンドに言及した最初の法令
- 1495年 - 12 Hen VII c5: 新たな財務省標準を構築。脱穀した小麦の内容物のトロイ衡(troy weight)によって定義されたウィンチェスター容積計量を含む。塊金、パン、香辛料などの標準重量としてトロイ衡の最初の法的言及。
- 1527年 - ヘンリー8世がタワーポンド(tower pound)を廃止。
- 1531年 - 23 Hen VIII c4: 36ガロンのビールバレル(beer barrel)と32ガロンのエールバレル(ale barrel)。キルダーキン(kilderkin)はバレルの半分。ファーキン(firkin)はキルダーキンの半分。
- 1532年 - 24 Hen VIII c3: 常衡の使用の初の法的参照。
- 1536年 - 28 Hen VIII c4: ティアス(tierce)（41ガロン）を追加。
- 1588年 - 銅製の新しい常衡原器セット（56ポンドから2ポンドまでの鐘型の原器と、8ポンドから1ドラムまでの板状の原器）とトロイ衡原器セット（256オンスから1/8オンスまでの2倍数列で、入れ子になった器状）
- 1601–1602年 - ヘンリー7世の基準に基づいてブッシェルとガロンの標準的が制定され、新しい一連の容量単位が発行される。
- 1660年 - 12 Chas II c24: エールクォートの財務省標準を元にした36ガロンのビールバレル、32ガロンのエールバレル。その他の酒類はワインガロンで取り扱われた。
- 1869年 - 1 Wm & Mary c24: ロンドン以外でのビールバレル・エールバレルを34ガロンとする。
- 1695年 - 7 Will III c24: 穀物の計量についてのアイルランド法が制定。エリザベス1世によって確認されたヘンリー8世のガロンの単位。すなわち、272 1/4立方インチ。バレル（32ガロン）、ハーフバレル（16ガロン）、ブッシェル（8ガロン）、ペック（2ガロン）、ガロンの原器がアイルランド財務省に納められ、写しが各自治体に提供された。
- 1696年 - 8 & 9 Will III c22: ウィンチェスター・ブッシェルの大きさを「底が18 1/2インチ、深さが8インチ」と定める。
- 1706年 - 5 & 6 Anne c27: ワインガロンを内径7インチ、深さ6インチの円筒形の容器（231立方インチ）と定める。
- 1706年 - 6 Anne c11 1706年合同法: イングランドの度量衡はスコットランドにも適用され、スコットランドに送られるイングランドの原器の複製を基準とする。
- 1713年 - 12 Anne c17: 法定の石炭ブッシェルは、外径19 1/2インチの底に丸め、1つのウィンチェスターブッシェルと1クォートの水を保持する。
- 1718年 - 5 Geo I c18: 正確に103立方インチのスコットランド・パイントを布告。
- 1803年 - 43 Geo III c151: ワインボトルをワインガロンの約5倍とする。
- 1824年 - 5 Geo IV c74 度量衡法: イギリスの計量単位を完全に再編成し、帝国の度量衡を確立。ヤード・トロイ衡と常衡のポンド・ガロンを定義し、真鍮製のガロン原器を作成。
- 1825年 - 6 Geo IV c12: 帝国度量衡の導入を1825年5月1日から1826年1月1日に変更。
- 1835年 - Will IV c63 度量衡法: ウィンチェスター・ブッシェルを含む局所的な慣用の単位を廃止。山盛りによる計量を違法化。金塊を除き、常衡のみで貿易を行うことを義務付け。宝石や薬品にはトロイ衡を使用。すべての形態の石炭は重量で販売し、体積は使用しない。14ポンドのストーン(stone)、112ポンドのハンドレッドウェイト(hundredweight)、20ハンドレッドウェイトのトン(ton)を合法化。
- 1853年 - 16 & 17 Vict c29: 十進法による金塊の質量単位の使用を許可。
- 1866年 - 29 & 30 Vict c82 度量衡通貨標準法: 全ての義務と基準を財務大臣から新たに創設された貿易委員会の基準部門に移管。
- 1878年 - 41 & 42 Vict c49 度量衡法: 帝国ヤード・ポンド原器を定義。帝国原器から導かれた度量衡の二次標準を定める。度量衡による全ての貿易について、帝国度量衡の1つまたはその複数の部分を使用することを義務付け。トーリーポンドを廃止。
- 1963年 - 11 & 12 Eliz II c31 度量衡法: 石炭のチャルドロン(chaldron)・液量ドラム・液量ミニムを廃止（1971年2月1日より）。クォーターの使用を中止。ブッシェル・ペックの使用を廃止。ペニーウェイトの使用を廃止（1969年1月31日から）。

## 長さ

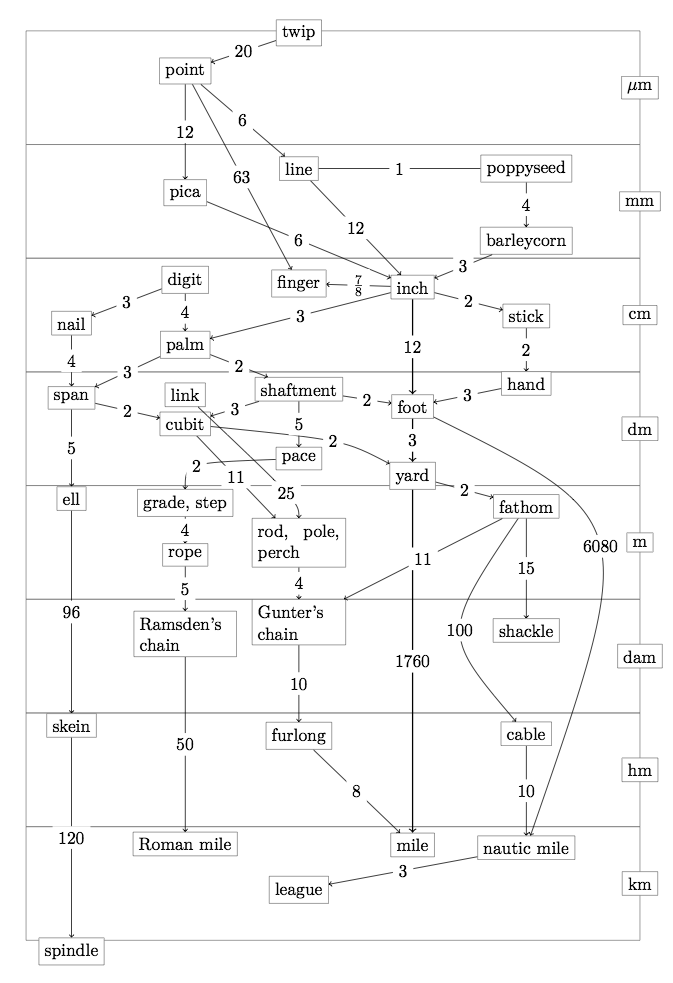
長さの単位の関係

ポピーシード(poppyseed)1⁄4バーリーコーンまたは1⁄5バーリーコーン
ライン(line)1⁄4バーリーコーン
バーリーコーン(barleycorn)1⁄3インチ。Compositio ulnarum et perticarumにおける長さの基準の単位。
ディジット(digit)3⁄4インチ
フィンガー(finger)7⁄8インチ
インチ(inch)3バーリーコーン（古い法的定義）
ネイル (単位)(nail)3ディジット = 2+1⁄4インチ = 1⁄16ヤード
パーム(palm)3インチ
ハンド(hand)4インチ
シャフトメント(shaftment)手と伸ばした親指の幅。1066年までは6+1⁄2インチ。以降は6インチ。
リンク(link)100分の1チェーン。7.92インチ
スパン(span)手を広げた時の親指の先から小指の先までの長さ。3パーム = 9インチ
フィート(foot, feet)アングロ・サクソン侵攻前は、11.65インチ (296 mm)のローマフィートが使われていた。アングロ・サクソン侵攻後は、13.2インチ (335 mm)の北ドイツのフィートが使われた。これは4パーム、12サムに相当する。建設業では引き続きローマフィートを使用した。13世紀末に、アングロ・サクソンのフィートの10⁄11に等しい、304.8 mmの現在のフィートが導入された。
キュビット(cubit)指先から肘までの長さ。18インチ
ヤード(yard) (= Ulna)3フィート = 36インチ。長さの実際の基本の単位であり、ヤード原器は国王または財務省が保持した。
エル(ell)伸ばした手の指先から反対側の肩までの長さ。20ネイル = 1+1⁄4ヤード、または45インチ。主に衣服の計量に用いられる。
ファゾム(fathom)両手を水平に伸ばした時の指先から指先までの長さ。6フィート。
ロッド(rod), パーチ(perch), ポール(pole)土地の測量や農業に使用される。ロッドは今日でもアングロ・サクソン時代と同じ長さである。しかし、Compositio ulnarum et perticarumでフィートとの関係が変更され、15フィートから16+1⁄2フィートに変わった。
チェーン(chain)4ロッド。長さと名称は、最近まで測量時に使用されていた測鎖に由来する。17世紀に導入されたガンター氏チェーン(Gunter's chain)は66フィートである。
ハロン(furlong)（= スタード）農耕馬が休まずに耕すことができる距離に由来するが、実際には40ロッドと定義されている。
マイル(mile)元々ローママイルは5000フィート、1000ペース、8スタディオンと定義されていたが、1593年に5280フィートに調整された。
リーグ(league)1時間に人が移動できる距離に由来するが、実際には3マイルと定義されている。ドイツやスカンジナビア諸国の伝統的な「マイル」のおおよその長さ。

## 面積
エーカー(acre)幅1チェーン（4ロッド）、長さ1ハロン（40ロッド）の土地の面積。伝統的なハロンは国によって長さが違ったので、エーカーの面積も違った。イングランドでは4,840平方ヤード、スコットランドでは6,150平方ヤード、アイルランドでは7,840平方ヤードだった。元はサクソン人の単位で、平原(field)を意味した。伝統的には「1日に耕すことのできる面積」と言われている。
ルード(rood)エーカーの4分の1。 confusingly sometimes called an acre itself in many ancient contexts. One furlong in length by one rod in width, or 40 square rods.
カルケート(carucate, carrucate), プラウ(plough), カーブ(carve)8頭の農耕牛が1年間耕すことができる面積。およそ120エーカー。
オックスギャング(oxgang), ボベート(bovate)1頭の農耕牛が1年間耕すことができる面積。カルケートの8分の1で、およそ15エーカー。
パーチ(perch)1平方ロッド（パーチは長さや体積の単位としても用いられる）
バーゲート(virgate), ヤードランド(yard land)2頭の農耕牛が1年間耕すことができる面積。およそ30エーカー。

### 徴税単位
ハイド(hide)4 - 8バーゲート。面積というよりは収量の単位であり、農業と徴税の目的で、1つの世帯を養うのに必要な土地の面積として定義された。
ナイツ・フィー(Knight's fee)5ハイド。1つのナイツ・フィーから、戦時中の騎士の従者として完全に装備された兵士を1人を出すことが期待されていた。
百戸村(hundred, wapentake)徴税の目的で、100ハイド（=100世帯）を1グループにしたもの。

## 体積
容量の単位の多くは、ガロンの分量または倍量である。例えば、クォートはガロンの4分の1、パイントはクォートの半分または8分の1である。これらの比は、ガロンの大きさに関係なく適用された。ガロンの定義は時間の経過とともに変わっただけでなく、異なる種類のガロンが同時に存在した。例えば、帝国ガロンが確立する前の数十年間、231立方インチのワインガロン（米ガロンの元となった）と282立方インチのエールガロンが一般に使用されていた。つまり、エールとワインでパイントは同じサイズではなかった。一方、液量オンスなどのいくつかの単位は、ガロンとの比では定義されていなかった。そのため、帝国ガロンの確立前には、オンスを元にパイントやクォートなどの単位の正確な定義を与えることは必ずしも可能ではない。

### 一般の液量
ミニム(minim)
ドロップ(drop)
ドラム(dram)60ミニム, 1⁄8液量オンス(fl oz)
ティースプーン(teaspoon)80ミニム, 1⁄6液量オンス
テーブルスプーン(tablespoon)4ドラム, 3ティースプーン, 1⁄2液量オンス
ジャック(jack)通常は1⁄2ジル。地域によって1ジルや1⁄2パイント
ジル(gill, jill)2ジャック, 1⁄4パイント, 1⁄32ガロン。地域によっては1⁄2パイント
カップ(cup)2ジル, 1⁄2パイント, 1⁄16ガロン
パイント(pint)2カップ, 1⁄8ガロン
クォート(quart)2パイント, 1⁄4ガロン
ポトル(pottle)2クォート, 1⁄2ガロン
ガロン(gallon)2ポトル, 4クォート, 8パイント
ガロンの二進分数としての液量単位
|              | ジャック | ジル | カップ | パイント | クォート | ポトル | ガロン | 2n ガロン |
| ------------ | -------- | ---- | ------ | -------- | -------- | ------ | ------ | --------- |
| 1 ジャック = | 1        | 1⁄2  | 1⁄4    | 1⁄8      | 1⁄16     | 1⁄32   | 1⁄64   | –6        |
| 1 ジル =     | 2        | 1    | 1⁄2    | 1⁄4      | 1⁄8      | 1⁄16   | 1⁄32   | –5        |
| 1 カップ =   | 4        | 2    | 1      | 1⁄2      | 1⁄4      | 1⁄8    | 1⁄16   | –4        |
| 1 パイント = | 8        | 4    | 2      | 1        | 1⁄2      | 1⁄4    | 1⁄8    | –3        |
| 1 クォート = | 16       | 8    | 4      | 2        | 1        | 1⁄2    | 1⁄4    | –2        |
| 1 ポトル =   | 32       | 16   | 8      | 4        | 2        | 1      | 1⁄2    | –1        |
| 1 ガロン =   | 64       | 32   | 16     | 8        | 4        | 2      | 1      | 0         |

### ワイン
ワインは伝統的にワインガロンとそれに関連する単位に基づいて測定される。ブランデー、スピリッツ、ミード、サイダー、酢、食用油、蜂蜜などの他の液体も、これらの単位で測定され、販売された。
ワインガロンは、1707年にイギリス女王アンによって231立方インチと再定義された。後の帝国単位のガロンとは異なるが、米国慣用単位のガロンに等しい。
ランドレット(rundlet)18ワインガロン, 1⁄7ワインパイプ
ワインバレル(wine barrel)31.5ワインガロン, 1⁄2ワインホッグスヘッド
ティアス(tierce)42 wine gallons, 1⁄2パンチョン, 1⁄3ワインパイプ
ワインホッグスヘッド(wine hogshead)2ワインバレル, 63ワインガロン, 1⁄4ワインタン
パンチョン(puncheon), ターシャン(tertian)2ティアス, 84ワインガロン, 1⁄3ワインタン
ワインパイプ(wine pipe), バット(butt)2ワインホッグスヘッド, 3ティアス, 7ランドレッド, 126ワインガロン
ワインタン(wine tun)2ワインパイプ, 3パンチョン, 252ワインガロン
| ガロン gallon | ランドレット rundlet | バレル barrel  | ティアス tierce                      | ホッグスヘッド hogshead | パンチョン puncheon ターティアン tertian | パイプ pipe バット butt | タン tun     |                       |
| ------------- | -------------------- | -------------- | ------------------------------------ | ----------------------- | ---------------------------------------- | ----------------------- | ------------ | --------------------- |
|               |                      |                |                                      |                         |                                          |                         | 1            | タン                  |
| 1             | 2                    | パイプ, バット |                                      |                         |                                          |                         |              |                       |
| 1             | 1+1⁄2                | 3              | ファーキン, パンチョン, ターティアン |                         |                                          |                         |              |                       |
| 1             | 1+1⁄3                | 2              | 4                                    | ホッグスヘッド          |                                          |                         |              |                       |
| 1             | 1+1⁄2                | 2              | 3                                    | 6                       | ティアス                                 |                         |              |                       |
| 1             | 1+1⁄3                | 2              | 2+2⁄3                                | 4                       | 8                                        | バレル                  |              |                       |
| 1             | 1+3⁄4                | 2+1⁄3          | 3+1⁄2                                | 4+2⁄3                   | 7                                        | 14                      | ランドレット |                       |
| 1             | 18                   | 31+1⁄2         | 42                                   | 63                      | 84                                       | 126                     | 252          | ガロン（米/英ワイン） |
| 3.79          | 68.14                | 119.24         | 158.99                               | 238.48                  | 317.97                                   | 476.96                  | 953.92       | リットル              |
| 1             | 15                   | 26+1⁄4         | 35                                   | 52+1⁄2                  | 70                                       | 105                     | 210          | ガロン（英）          |
| 4.55          | 68.19                | 119.3          | 159.1                                | 238.7                   | 318.2                                    | 477.3                   | 954.7        | リットル              |

### エールとビール
ピン(pin)4.5ガロン, 1⁄8ビールバレル
ファーキン(firkin)2ピン, 9ガロン, 1⁄4ビールバレル
キルダーキン(kilderkin)2ファーキン, 18ガロン, 1⁄2ビールバレル
ビールバレル2 kilderkins, 36 gallons or 2⁄3 beer hogshead
ビールホッグスヘッド(beer hogshead)3 kilderkins, 54 gallons or 1.5 beer barrels
ビールパイプ(beer pipe), バット(butt)2 beer hogsheads, 3ビールバレル, 108ガロン
ビールタン(beer tun)2ビールパイプ, 216ガロン
| ガロン gallon | ファーキン firkin | キルダーキン kilderkin | バレル barrel  | ホッグスヘッド hogshead | (バット) (butt) | (タン) (tun) |                          | 年       |
| ------------- | ----------------- | ---------------------- | -------------- | ----------------------- | --------------- | ------------ | ------------------------ | -------- |
|               |                   |                        |                |                         |                 | 1            | タン                     |          |
| 1             | 1+3⁄4             | バット                 |                |                         |                 |              |                          |          |
| 1             | 3                 | 5+1⁄4                  | ホッグスヘッド |                         |                 |              |                          |          |
| 1             | 1+1⁄2             | 4+1⁄2                  | 7+1⁄8          | バレル                  |                 |              |                          |          |
| 1             | 2                 | 3                      | 9              | 15+3⁄4                  | キルダーキン    |              |                          |          |
| 1             | 2                 | 4                      | 6              | 18                      | 31+1⁄2          | ファーキン   |                          |          |
| 1             | 8                 | 16                     | 32             | 48                      | 144             | 252          | エール・ガロン（エール） | (1454年) |
| = 4.62        | = 36.97           | = 73.94                | = 147.88       | = 221.82                | = 665.44        | = 1164.52    | リットル（エール）       | (1454年) |
| 1             | 9                 | 18                     | 36             | 54                      | 162             | 283+1⁄2      | エール・ガロン（ビール） | (1454年) |
| = 4.62        | = 41.59           | = 83.18                | = 166.36       | = 249.54                | = 748.62        | = 1310.09    | リットル（ビール）       | (1454年) |
| 1             | 8+1⁄2             | 17                     | 34             | 51                      |                 |              | エール・ガロン           | 1688年   |
| = 4.62        | = 39.28           | = 78.56                | = 157.12       | = 235.68                |                 |              | リットル                 | 1688年   |
| 1             | 9                 | 18                     | 36             | 54                      |                 |              | エール・ガロン           | 1803年   |
| = 4.62        | = 41.59           | = 83.18                | = 166.36       | = 249.54                |                 |              | リットル                 | 1803年   |
| 1             | 9                 | 18                     | 36             | 54                      |                 |              | 英ガロン                 | 1824年   |
| = 4.55        | = 40.91           | = 81.83                | = 163.66       | = 245.49                |                 |              | リットル                 | 1824年   |

### 穀物と乾量
ウィンチェスター計量法(Winchester measure)は、コーン計量法(corn measure)とも呼ばれ、約2,150.42立方インチのブッシェルを中心とし、少なくとも15世紀後半以降はわずかにしか変更していない。当時のコーンという言葉は全ての種類の穀物を指していた。コーン計量法は、穀物、塩、鉱石、牡蠣などの多くの種類の乾量の計量・販売に使用されていた。
しかし、実際には、そのような商品はしばしば重量で販売されていた。例えば、小麦のブッシェルの重さは60ポンド、オート麦のブッシェルの重さは33ポンドでなければならないと、地元の慣習によって合意されていた。商品は体積で計量された後、買い手は実際の重量に応じて代金を支払った。今日、商品ごとにブッシェルを重量で指定するこの慣行は引き続き行われている。しかし、これは必ずしも当てはまるとは限らず、小麦やオート麦を販売している同じ市場でさえ、大麦は体積で販売している場合もある。実際の所、乾量の単位系は標準化されていなかった。ブッシェルの16分の1は、わずかな距離だけ離れた町で、ポトル(pottle)、フープ(hoop)、ビートメント(beatment)、クァンタン(quartern)など異なる名前で呼ばれた。いくつかの場所では、ジャガイモは、（本来は液量の単位である）ファーキンで販売されているが、その値もある町では3ブッシェル、別の町では2 1/2ブッシェルと異なっていた。
コーン計量法において、パイント(pint)が一番小さな単位である。コーンガロン(corn gallon)は8分の1ブッシェルで、約268.8立方インチだった。コーンガロンのほとんどの単位は、ブッシェルに対して二進分数による分量になっていた。
|                       | パイント | クォート | ポトル | ガロン | ペック | ケニング | ブッシェル | ストライク | クーム | シーム | 2nガロン |
| --------------------- | -------- | -------- | ------ | ------ | ------ | -------- | ---------- | ---------- | ------ | ------ | -------- |
| 1パイント(pint) =     | 1        | 1⁄2      | 1⁄4    | 1⁄8    | 1⁄16   | 1⁄32     | 1⁄64       | 1⁄128      | 1⁄256  | 1⁄512  | –3       |
| 1クォート(quart) =    | 2        | 1        | 1⁄2    | 1⁄4    | 1⁄8    | 1⁄16     | 1⁄32       | 1⁄64       | 1⁄128  | 1⁄256  | –2       |
| 1ポトル(pottle) =     | 4        | 2        | 1      | 1⁄2    | 1⁄4    | 1⁄8      | 1⁄16       | 1⁄32       | 1⁄64   | 1⁄128  | –1       |
| 1ガロン(gallon) =     | 8        | 4        | 2      | 1      | 1⁄2    | 1⁄4      | 1⁄8        | 1⁄16       | 1⁄32   | 1⁄64   | 0        |
| 1ペック(peck) =       | 16       | 8        | 4      | 2      | 1      | 1⁄2      | 1⁄4        | 1⁄8        | 1⁄16   | 1⁄32   | 1        |
| 1ケニング(kenning) =  | 32       | 16       | 8      | 4      | 2      | 1        | 1⁄2        | 1⁄4        | 1⁄8    | 1⁄16   | 2        |
| 1ブッシェル(bushel) = | 64       | 32       | 16     | 8      | 4      | 2        | 1          | 1⁄2        | 1⁄4    | 1⁄8    | 3        |
| 1ストライク(strike) = | 128      | 64       | 32     | 16     | 8      | 4        | 2          | 1          | 1⁄2    | 1⁄4    | 4        |
| 1クーム(coomb) =      | 256      | 128      | 64     | 32     | 16     | 8        | 4          | 2          | 1      | 1⁄2    | 5        |
| 1シーム(seam) =       | 512      | 256      | 128    | 64     | 32     | 16       | 8          | 4          | 2      | 1      | 6        |

他にウェイ（wey、5 - 6シーム）やラスト（last、10シーム）という単位があった。

### Specific goods
パーチ(perch)24.75立方フィートの石。1パーチ（16.5フィート）×18インチ×12インチ。
コード(cord)128立方フィートの薪。4×4×8フィート。

## 重量

重量の単位の関係

常衡・トロイ衡・薬衡のいずれも、同じ重さのグレーンを基準としている。しかし、ドラム・オンス・ポンドが何グレーンであるかが異なる。
グレーンは、大麦の穂の真ん中からの取った種の重量として法的に定義された。wheat grain（小麦グレーン）と呼ばれる、大麦グレーンの3⁄4（約48.6ミリグラム）のグレーンもあった。
常衡のポンドは7000グレーンであり、薬衡やタワー衡の対象とならない全ての製品に使用された。

### 常衡
グレーン(grain, gr)64.79891 mg, 1⁄7000ポンド
ドラム(dram/drachm, dr)27.34375 gr, 1⁄16オンス
オンス(ounce, oz)16 dr = 437.5 gr ≈ 28 g
ポンド(pound, lb)16 oz = 7000 gr ≈ 454 g
クォーター(quarter)1⁄4 cwt
ハンドレッドウェイト(hundredweight, cwt)112 lb
トン(ton)20 cwt
追加:
ネイル(nail)1⁄16 cwt = 7 lb
クローブ(clove)7 lb（羊毛）, 8 lb（チーズ）
ストーン(stone, st)14 lb
トッド(tod)2 st = 1⁄4 cwt (long)

### トロイ衡・タワー衡
トロイポンドとタワーポンド、およびそれらの分量単位は、硬貨や貴金属のために使われた。タワーポンドは、以前のアングロサクソンポンドを元にしたものである。タワーポンドの代わりトロイポンドを製幣のために使用することを定めた1526年の公布によって、トロイポンドに置き換えられた。タワーポンドの系統で、その後生き残った単位は知られていない。

#### トロイ衡
グレーン(grain, gr)= 64.79891 mg
ペニーウェイト(pennyweight, dwt)24 gr ≈ 1.56 g
トロイオンス(ounce, oz t)20 dwt = 480 gr ≈ 31.1 g
ポンド(pound, lb t)12 oz t = 5760 gr ≈ 373 g
マーク(mark)8 oz t

#### タワー衡
グレーン(grain, gr)= 45⁄64 gr t ≈ 45.6 mg
ペニーウェイト(pennyweight, dwt)32 gr T = 22+1⁄2 gr t ≈ 1.46 g
タワーオンス(tower ounce)20 dwt T = 640 gr T = 18+3⁄4 dwt t = 450 gr t ≈ 29.2 g
タワーポンド(tower pound)12 oz T = 240 dwt T = 7680 gr T = 225 dwt t = 5400 gr t ≈ 350 g
マーク(mark)8 oz T ≈ 233 g

### 薬衡
グレーン(grain, gr)= 64.79891 mg
スクループル(scruple, s ap)20 gr
ドラム(dram, dr ap)3 s ap = 60 gr
オンス(ounce, oz ap)8 dr ap = 480 gr
ポンド(pound, lb ap)5760 gr = 1 lb t

### その他
Merchants/Mercantile pound15 oz tower = 6750 gr ≈ 437.4 g
London/Mercantile pound15 oz troy = 16 oz tower = 7200 gr ≈ 466.6 g
Mercantile stone12 lb L ≈ 5.6 kg
Butcher's stone8 lb ≈ 3.63 kg
Sack26 st = 364 lb ≈ 165 kg
カラット(carat)4 gr（かつての英語圏での定義）
トード(tod)
羊毛の計量に用いられた。tode, todd, todde, toad, toodとも綴られた。通常は28ポンド、または2ストーンだった。しかし、トードは国家規格ではなく、シャイアによって28〜32ポンドの範囲で変化した。ポンドの伝統的な定義に加えて、トードは歴史的に1⁄13sack、1⁄26sarpler、1⁄9weyと考えられている。
その他
イギリス植民地の一部の地元の単位は、イギリス単位で（再）定義された。例えば、インドのtolaは180グレーンとされた。
| 単位       | ポンド  | ポンド   | ポンド  | ポンド     | ポンド | ポンド   | ポンド | ポンド   | ポンド   | ポンド   | ポンド     | オンス    | オンス  | オンス  | オンス    | オンス | オンス  | グレーン | グレーン  | メートル法 | メートル法 |
| 単位       | 常衡    | 常衡     | トロイ  | トロイ     | タワー | タワー   | 商業   | 商業     | ロンドン | ロンドン | メトリック | 常衡      | 常衡    | トロイ  | トロイ    | タワー | タワー  | トロイ   | タワー    | g          | kg         |
| ---------- | ------- | -------- | ------- | ---------- | ------ | -------- | ------ | -------- | -------- | -------- | ---------- | --------- | ------- | ------- | --------- | ------ | ------- | -------- | --------- | ---------- | ---------- |
| 常衡       | 1       | 1        | 175/144 | = 1.21527  | 35/27  | = 1.296  | 28/27  | = 1.037  | 35/36    | = 0.972  | ≈ 0.9072   | 16        | 16      | 14+7/12 | = 14.583  | 15+5/9 | = 15.5  | 7000     | 09955+5/9 | ≈ 454      | ≈ 5/11     |
| トロイ衡   | 144/175 | ≈ 0.8229 | 1       | 1          | 16/15  | = 1.06   | 64/75  | = 0.853  | 4/5      | = 0.8    | ≈ 0.7465   | 13+29/175 | ≈ 13.17 | 12      | 12        | 12+4/5 | = 12.8  | 5760     | 08192     | ≈ 373      | ≈ 3/8      |
| タワー衡   | 27/35   | ≈ 0.7714 | 15/16   | = 0.9375   | 1      | 1        | 4/5    | = 0.8    | 3/4      | = 0.75   | ≈ 0.6998   | 12+12/35  | ≈ 12.34 | 11+1/4  | = 11.25   | 12     | 12      | 5400     | 07680     | ≈ 350      | ≈ 7/20     |
| 商業衡     | 27/28   | ≈ 0.9643 | 75/64   | = 1.171875 | 5/4    | = 1.25   | 1      | 1        | 15/16    | = 0.9375 | ≈ 0.8748   | 15+3/7    | ≈ 15.43 | 14+1/16 | = 14.0625 | 15     | 15      | 6750     | 09600     | ≈ 437      | ≈ 7/16     |
| ロンドン衡 | 36/35   | ≈ 1.029  | 5/4     | = 1.25     | 4/3    | = 1.3    | 16/15  | = 1.06   | 1        | 1        | ≈ 0.9331   | 16+16/35  | ≈ 16.46 | 15      | 15        | 16     | 16      | 7200     | 10240     | ≈ 467      | ≈ 7/15     |
| メトリック |         | ≈ 1.1023 |         | ≈ 1.3396   |        | ≈ 1.4290 |        | ≈ 1.1431 |          | ≈ 1.0717 | 1          |           | ≈ 17.64 |         | ≈ 16.08   |        | ≈ 17.15 | 7716     | 10974     | = 500      | = 1/2      |